# Clavarctus falculus
Clavarctus falculus är en djurart som tillhör fylumet trögkrypare, och som beskrevs av Jeanne Renaud-Mornant 1983. Clavarctus falculus ingår i släktet Clavarctus och familjen Halechiniscidae. Inga underarter finns listade i Catalogue of Life.